# WWE Capitol Punishment
Capitol Punishment – gala wrestlingu wyprodukowana przez federację World Wrestling Entertainment (WWE). Odbyła się 19 czerwca 2011 w Verizon Center w Waszyngtonie. Emisja była przeprowadzana na żywo w systemie pay-per-view. Gala zastąpiła cykl The Bash, zaś w przeszłym roku zorganizowano galę WWE Fatal 4-Way.
Podczas gali odbyło się dziewięć walk, w tym jedna nietransmitowane w telewizji. W walce wieczoru John Cena obronił WWE Championship pokonując R-Trutha. Oprócz tego Randy Orton obronił World Heavyweight Championship pokonując Christiana.

## Produkcja
Capitol Punishment oferowało walki profesjonalnego wrestlingu z udziałem różnych wrestlerów spośród istniejących oskryptowanych rywalizacji (storyline’ów). Kreowane były podczas cotygodniowych gal Raw i SmackDown. Wrestlerzy są przedstawieni jako heele (negatywni, źli zawodnicy i najczęściej wrogowie publiki) i face’owie (pozytywni, dobrzy i najczęściej ulubieńcy publiki), którzy rywalizują pomiędzy sobą w seriach walk mających budować napięcie. Kulminacją rywalizacji jest walka wrestlerska lub ich seria.

## Wyniki walk
| Nr                                                                                    | Wyniki                                                                             | Stypulacje                                                 | Czas  |
| ------------------------------------------------------------------------------------- | ---------------------------------------------------------------------------------- | ---------------------------------------------------------- | ----- |
| 1D                                                                                    | Santino Marella i Vladimir Kozlov pokonali Heatha Slatera i Justina Gabriela       | Tag team match                                             | –     |
| 2                                                                                     | Dolph Ziggler (z Vickie Guerrero) pokonał Kofiego Kingstona (c) poprzez submission | Singles match o WWE United States Championship             | 11:06 |
| 3                                                                                     | Alex Riley pokonał The Miza                                                        | Singles match                                              | 10:13 |
| 4                                                                                     | Alberto Del Rio pokonał Big Showa przez KO                                         | Singles match                                              | 04:57 |
| 5                                                                                     | Ezekiel Jackson pokonał Wade’a Barretta (c) poprzez submission                     | Singles match o WWE Intercontinental Championship          | 06:36 |
| 6                                                                                     | CM Punk pokonał Reya Mysterio                                                      | Singles match The New Nexus było wyrzucone z okolic ringu. | 15:00 |
| 7                                                                                     | Randy Orton (c) pokonał Christiana                                                 | Singles match o World Heavyweight Championship             | 14:06 |
| 8                                                                                     | Evan Bourne pokonał Jacka Swaggera                                                 | Singles match                                              | 07:12 |
| 9                                                                                     | John Cena (c) pokonał R-Trutha                                                     | Singles match o WWE Championship                           | 14:45 |
| (c) – mistrz/mistrzyni przed walkąD – walka była dark matchem (nietransmitowana w TV) |                                                                                    |                                                            |       |